# Роман о Нине
«Рома́н о Ни́не» — условное название греческого романа, от которого сохранилось несколько фрагментов.

## Рукописи
Два папирусных отрывка из романа были найдены в Египте в конце XIX века и опубликованы в 1893 году. Позднее был найден ещё один отрывок, опубликованный в 1945 году. Опираясь на характер письма и его лингвистические особенности, а также на состояние папирусов, время написания романа относят примерно к I или II в. до н. э. Таким образом, он оказывается самым древним из известных нам греческих романов. Наиболее вероятным местом возникновения романа о Нине считается Сирия эпохи Селевкидов. Отождествление автора «Романа о Нине» с упомянутым у Овидия Ксенофонтом Антиохийским, автором «Вавилонских рассказов», делавшееся некоторыми исследователями, осталось недоказанным.

## Персонажи
Главные персонажи романа — семнадцатилетний царь Ассирии Нин и его любимая, двоюродная сестра, по имени не названная. Второстепенные персонажи: мать Нина Тамба и мать девушки Деркея — родные сестры.
Имя Деркеи, созвучное с именем Деркето, сирийской богини — матери легендарной Семирамиды, натолкнуло исследователей на мысль об отождествлении девушки из романа с ассирийской царицей Семирамидой. Взяв за основу легендарные образы, неизвестный автор романа о Нине переделал их с большой свободой, соответственно требованиям романного жанра, так что образы романа получили совершенно иную окраску.

## Содержание
Установлено, что действие всех трех фрагментов происходит в разных местах: первого — в доме Нина, второго — в Армении, третьего — в Колхиде.
В начале первого фрагмента речь шла, по-видимому, о том, что герои романа, двоюродные брат и сестра, поклявшись друг другу в любви и верности, решились открыться своим теткам, каждый матери другого, с просьбой ускорить их бракосочетание. Далее содержится речь Нина, в которой он, обращаясь к Деркее, жалуется на несправедливость обычаев, запрещающих девушкам до 15 лет вступать в брак (Семирамиде 13 лет), сетует на капризы и переменчивость судьбы, которая может разбить счастье влюбленных и тем причинить ущерб интересам царства, требующим продолжения рода. Потому Нин и просит ускорить свадьбу. Семирамида же дает понять Тамбе, что она хочет сказать ей что-то, однако не может вымолвить ни слова. Тогда начинает говорить сама Тамба о том, что молчание девушки ей понятнее всяких слов, она сама хвалит своего сына, который не может позволить себе что-либо предосудительное в отношении девушки, и оправдывает его спешку со свадьбой.
В очень плохо сохранившемся листе второго папируса содержалась эмоциональная сцена размолвки между Нином и Семирамидой. Нин готовится к новому походу на восставшую Армению, Семирамида, по-видимому, чувствует себя несчастной перед разлукой и протестует против похода. После сцены примирения героев следует фрагмент о подготовке Нина к войне с Арменией, описание состава и численности войск, говорится о трудностях этой военной экспедиции, о переходе через горы и реки, о тактике Нина.
В романе уже наметились схема позднегреческого романа, система его мотивов и даже стилистические средства, получившие своё технически совершенное развитие лишь в пору второй софистики. Черты любовного романа сплетаются в нём с чертами исторического повествования.